# Unterwart
Unterwart (Hongaars: Alsóőr) is een gemeente in de Oostenrijkse deelstaat Burgenland, gelegen in het district Oberwart (OW). De gemeente heeft ongeveer 1000 inwoners, de meerderheid behoort tot de Hongaarse minderheid in Burgenland.

## Geografie
Unterwart heeft een oppervlakte van 20,2 km². Het ligt in het uiterste oosten van het land.
Kadastrale gemeenten zijn Eisenzicken en Unterwart.
Bad Tatzmannsdorf · Badersdorf · Bernstein · Deutsch Schützen-Eisenberg · Grafenschachen · Großpetersdorf · Hannersdorf · Jabing · Kemeten · Kohfidisch · Litzelsdorf · Loipersdorf-Kitzladen · Mariasdorf · Markt Allhau · Markt Neuhodis · Mischendorf · Neustift an der Lafnitz · Oberdorf im Burgenland · Oberschützen · Oberwart · Pinkafeld · Rechnitz · Riedlingsdorf · Rotenturm · Schachendorf · Schandorf · Stadtschlaining · Unterkohlstätten · Unterwart · Weiden bei Rechnitz · Wiesfleck · Wolfau
- Gemeinsame Normdatei: 4526308-5
- Nationale Bibliotheek van Israël: 987007564771205171
- Virtual International Authority File: 147599778